# Cerro El Muerto
Cerro El Muerto é uma montanha dos Andes, na fronteira entre a Argentina e o Chile a 6510 metros acima do nível do mar. É a décima sexta montanha mais alta dos Andes, e a última acima dos 6500m.

## Geografia e Geomorfologia
O vulcão El Muerto é vizinho do Ojos del Salado e, como tal, faz parte da Zona Vulcânica Central do Cinturão Vulcânico dos Andes. A atividade vulcânica da área é fruto da subducção da placa de Nazca embaixo da placa Sul-Americana e iniciou-se a 25 milhões de anos. Na área do El Muerto, a atividade vulcânica iniciou seu apogeu a partir de 8 milhões de anos, sendo sua parte superior formada de dacitos com idades inferiores a 1,5 milhões de anos. A estrutura do El Muerto é complexa e ele possui múltiplos domos de lava. Em sua parte superior há uma grande depressão alongada de cerca de 2,5km, contando com pelo menos 12 centros eruptivos.
Pelo lado chileno pertence à Região do Atacama e pelo lado argentino à Província de Catamarca. Seu cume fica cerca de 8km a noroeste do Ojos del Salado e 18km ao sul da Laguna Verde, por onde passa a rodovia internacional que cruza o Passo de São Francisco, (Rota 31 no Chile e Rota 60 na Argentina). O clima é árido, tendo o El Muerto uma geleira somente em sua face sul. Como nos demais picos da parte sul da Puna do Atacama, as precipitações podem ocorrer no verão, ocorrendo o fenômeno conhecido como inverno boliviano.

## Montanhismo
O El Muerto foi escalado pela primeira vez em 1950 por uma equipe chilena formada por Oscar Álvarez, Luis Alvarado, Jorge Balastino e Carlos Álvarez que tentavam escalar o Ojos del Salado, mas por engano acabaram sendo os primeiros a escalar o El Muerto. A montanha continuou tendo poucas ascensões, com somente quatro repetições até 1988.
Hoje existem várias rotas, sendo as de acesso mais fácil aquelas a partir da Laguna Verde no Passo São Francisco. A época mais adequada é de dezembro a março. Como toda montanha acima dos seis mil metros, é necessário cuidado com a aclimatação e o clima extremo.
Entre os brasileiros que já escalaram o El Muerto encontram-se Ricardo Rui, Maria Tereza Ulbrich, Waldemar Niclewicz e Pedro Hauck, além do argentino-brasileiro Máximo Kausch.